# Flora Drummond
Flora Drummond, (Mánchester, 4 de agosto de 1878 - Carradale, 7 de enero de 1949) fue una sufragista británica. Apodada «El General» por su hábito de liderar marchas por los derechos de la mujer vistiendo un uniforme de estilo militar «con una gorra de oficial y charreteras», y montando un gran caballo, Drummond fue organizadora de la Unión Social y Política de las Mujeres (WSPU) y fue encarcelada nueve veces por su activismo en el movimiento del sufragio femenino. La principal actividad política de Drummond era organizar y dirigir mítines, marchas y manifestaciones. Era una oradora consumada e inspiradora y tenía fama de poder sofocar a los intrusos con facilidad.

## Biografía
Flora McKinnon Gibson nació el 4 de agosto de 1878 en Mánchester, hija de Sarah (de soltera Cook) y Francis Gibson. Su padre era sastre y mientras Flora era todavía una niña pequeña la familia se trasladó a Pirnmill en la Isla de Arran, donde su madre tenía sus raíces familiares. Al salir de la escuela secundaria a la edad de catorce años, Flora se trasladó a Glasgow para tomar un curso de formación empresarial en una escuela de la administración pública, donde aprobó los requisitos para convertirse en una empleada de correos, pero por su estatura de 1,55 m se le negó un puesto, ya que no cumplía con el nuevo requisito de altura mínima de 1,57 m.
Aunque llegó a obtener un título de la Royal Society of Arts en taquigrafía y mecanografía, seguía teniendo un resentimiento por la discriminación que hacía que las mujeres, debido a su menor estatura media, no pudieran ser carteros. Después de casarse con Joseph Drummond, volvió a su ciudad natal y junto con su marido participó activamente en la Sociedad Fabiana y en el Partido Laborista Independiente. Drummond se convirtió en la principal fuente de ingresos cuando su marido perdió su trabajo. Era gerente de la fábrica británica de máquinas de escribir Oliver Typewriter Company.

## Activismo político

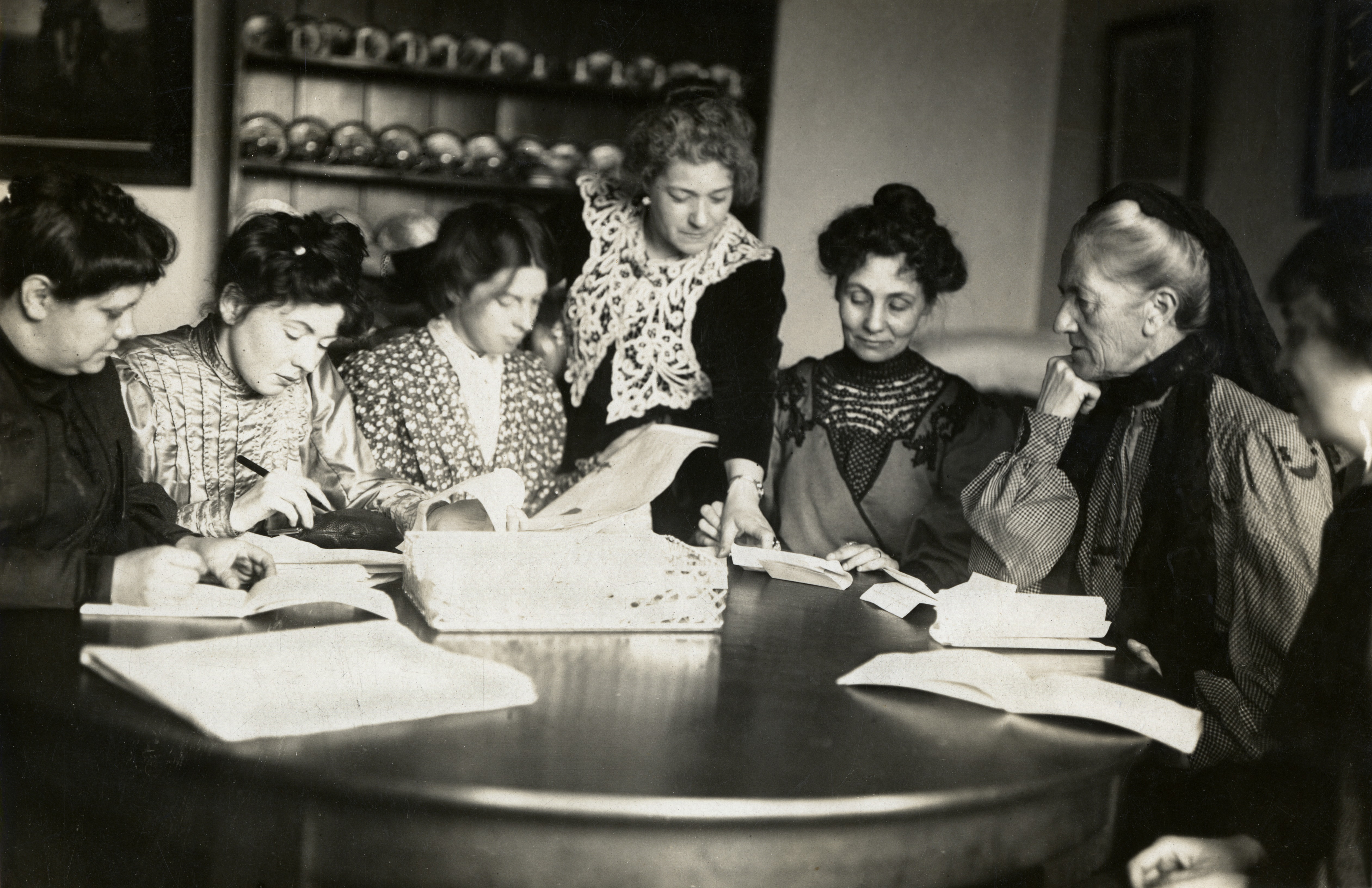
Flora Drummond con Christabel Pankhurst, Annie Kenney, (desconocida), Emmeline Pankhurst, Charlotte Despard y (desconocida), 1906–1907

Flora Drummond se unió a la WSPU en 1906. Tras una reunión electoral del Partido Liberal en el Free Trade Hall de Mánchester, Christabel Pankhurst y Annie Kenney fueron encarceladas por presionar al candidato, Winston Churchill, para que respondiera a la pregunta: «Si resulta elegido, ¿hará todo lo posible para que el sufragio femenino sea una medida gubernamental?». Cuando las dos mujeres fueron puestas en libertad, la WSPU celebró un mitin en Mánchester al que asistió Drummond, que había sido testigo de sus arrestos, y fue persuadida a unirse al movimiento. Poco después se trasladó a Londres y a finales de 1906 había cumplido su primer mandato en Holloway tras ser arrestada en la Cámara de los Comunes del Reino Unido. Flora era conocida por sus atrevidas y llamativas acrobacias, incluyendo en 1906 el deslizamiento dentro de la puerta abierta del 10 de Downing Street mientras su compañera Irene Miller era arrestada por golpear la puerta. En 1908 Drummond y Helen Millar Craggs, hicieron campaña con éxito contra Churchill de nuevo. Ese año, Drummond también se convirtió en organizadora remunerada en la sede de la WSPU, y alquiló un barco para poder acercarse al Palacio de Westminster desde el río Támesis para arengar a los miembros del parlamento que se sentaban en la terraza del río.

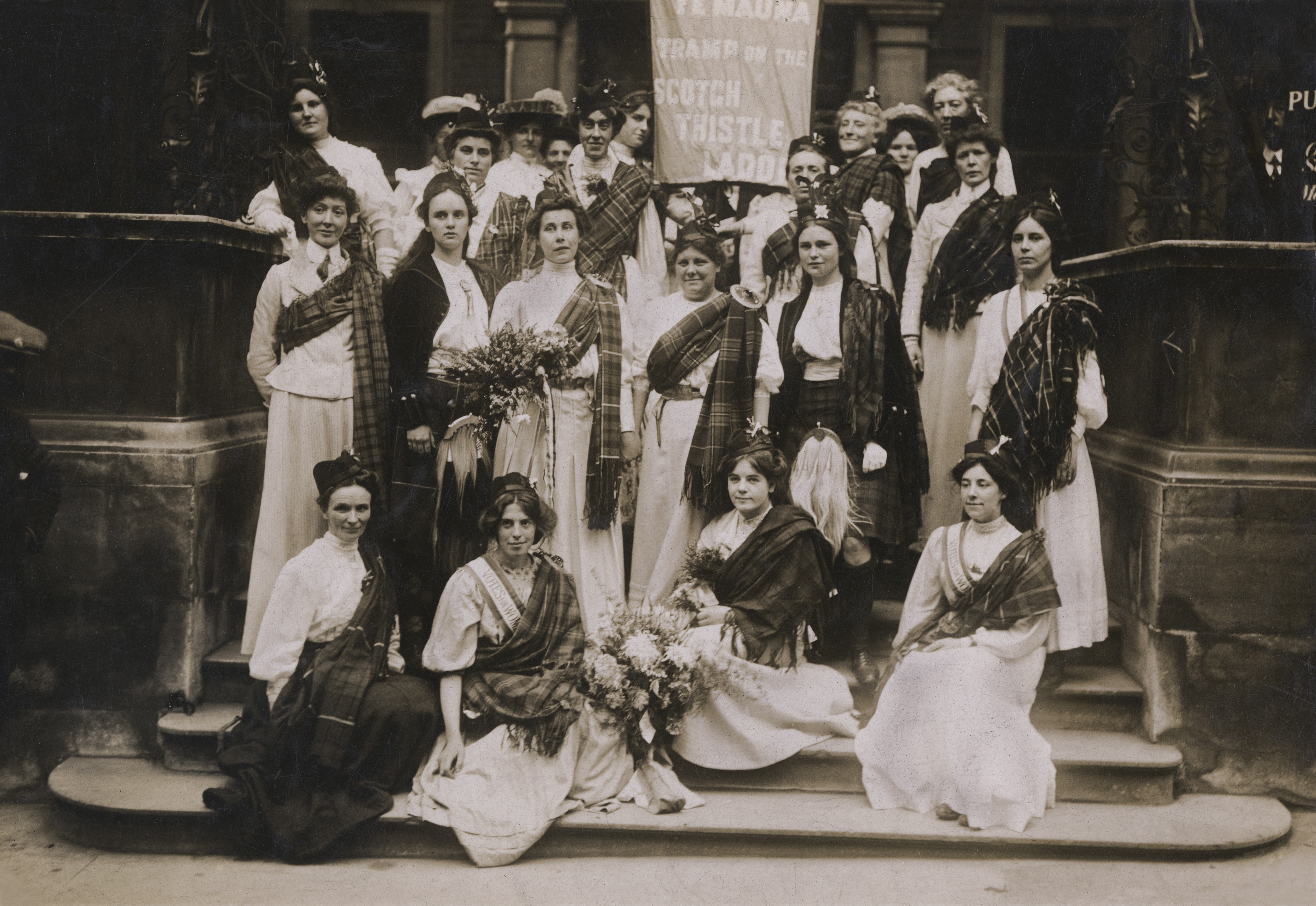
Flora Drummond en el centro con sufragistas con fajas de tartán: "Ye Mauna Tramp on the Scotch Thistle Laddie".

Cuando Mary Philips, que había trabajado en Glasgow... WSPU, fue liberada de la prisión después de cumplir la sentencia más larga (3 meses), fue recibida por Flora Drummond, con gaitas y otras sufragistas que posaron con tartán, para una fotografía bajo el lema "Ye Mauna vagabundo en el cardo escocés Laddie". Las sufragistas escocesas presentes compararon su lucha con la campaña de William Wallace. Drummond también dio la bienvenida a Catherine Corbett y a otros liberados de la huelga de hambre en la prisión de Dundee, después de los disturbios de la reunión de Winston Churchill (1900-1939) en Dundee.
Flora Drummond fue una de las principales organizadoras del mitin Trafalgar Square en octubre de 1908, que la condujo a un período de tres meses de prisión en Holloway junto con Christabel y Emmeline Pankhurst por «incitación a precipitarse en la Cámara de los Comunes». Las mujeres tuvieron la opción de ser obligadas a mantener la paz durante doce meses en lugar de una pena privativa de libertad, pero las tres optaron por permanecer en Holloway. Drummond estaba en el primer trimestre de embarazo cuando fue encarcelada y después de desmayarse y ser llevada al ala del hospital se le otorgó la libertad anticipada por problemas de salud. Como Drummond salía de la prisión, Emmeline Pankhurst rompió la «regla del silencio», que prohibía a las prisioneras sufragistas hablar entre ellas y gritó: «Yo estoy contenta porque ahora vas a ser capaz de continuar con el trabajo».
Drummond recibió la Hunger Strike Medal «por Valor» de la WSPU, después de nueve encarcelamientos y varias huelgas de hambre.

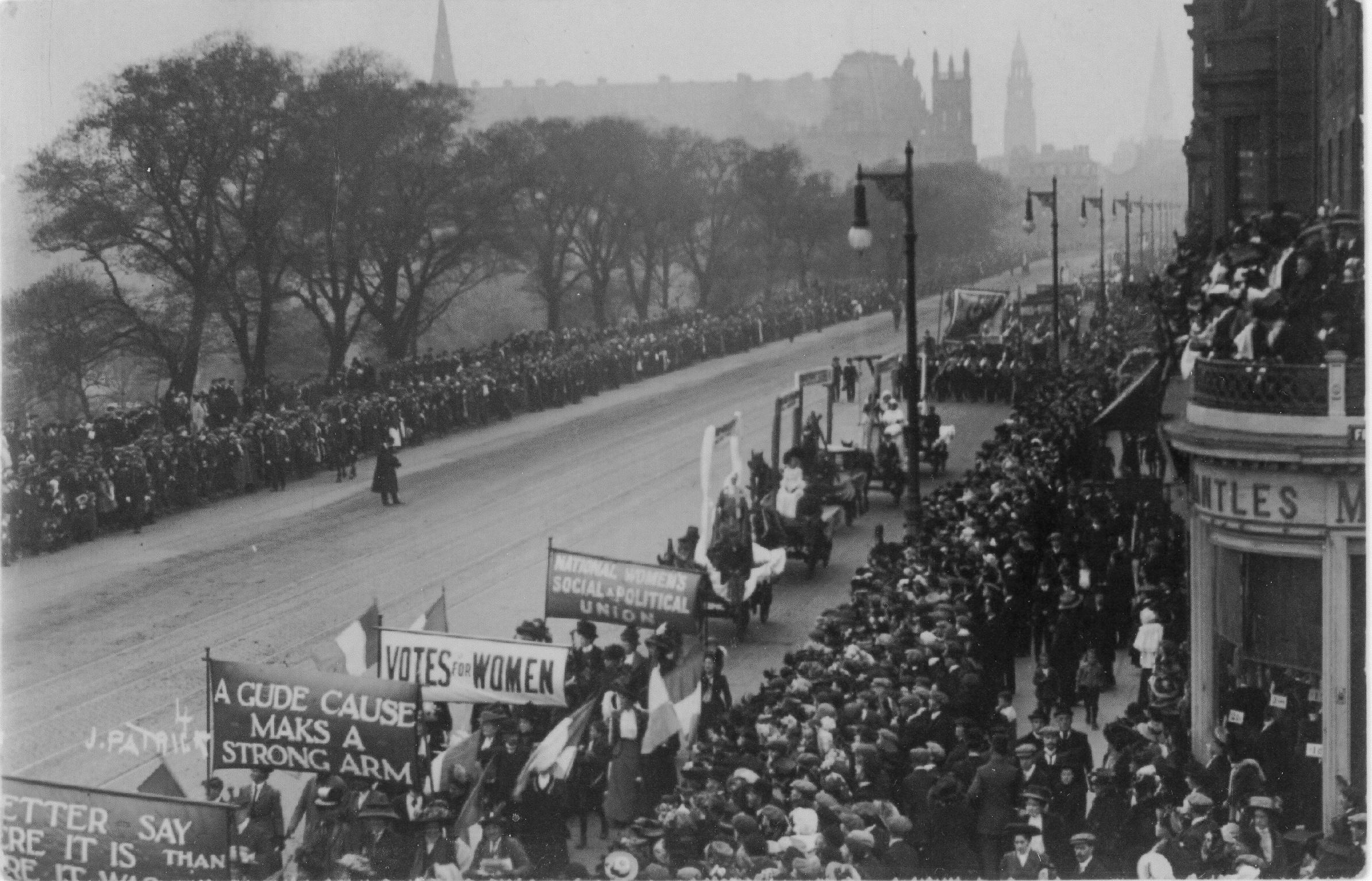
La gran marcha de las mujeres, en Edimburgo, organizado por la Unión Social y Política de las Mujeres (WSPU) el 9 de octubre de 1909.

En octubre de 1909, Drummond fue la organizadora de la primera marcha militante en Edimburgo como respuesta a un comentario crítico de la dirección de la WSPU en su boletín Votes for Women que decía «Hermosa, altiva, digna, severa Edimburgo, con su cautelosa y firme gente, todavía no se ha despertado para participar en nuestros métodos militantes». El tema de la marcha era «han hecho y pueden hacer y harán» y en ella se veían mujeres con pancartas y tocando gaitas vestidas con su ropa de trabajo o como figuras históricas escocesas femeninas. Decenas de miles salieron a las calles de Edimburgo para ver el desfile y el evento fue considerado por el Edinburgh Evening Dispatch como un éxito.

...la imponente exhibición logró su objetivo. Anunciaba a decenas de miles el objetivo de las sufragistas... Detrás de este movimiento hay una sólida falange de mujeres decididas e inquebrantables empeñadas en obtener el voto y totalmente decididas a triunfar sobre cualquier obstáculo".
Edinburgh Evening Dispatch citado en Reynolds (2007)

En 1913, Drummond y Annie Kenney organizaron que los representantes de la WSPU hablaran con los políticos David Lloyd George y Edward Grey. La reunión se había realizado con la condición de que se trataba de mujeres de la clase trabajadora que representaban a su clase. Explicaron las terribles condiciones salariales y laborales que sufrían y su esperanza de que un voto permitiera a las mujeres desafiar el statu quo de manera democrática. Alice Hawkins de Leicester explicó cómo sus compañeros trabajadores podían elegir a un hombre para que los representara mientras que las mujeres no estaban representadas.
Drummond era la líder de los Scouts del Ciclismo de la WSPU, que salía al país desde la capital con un mensaje de sufragio femenino.
En mayo de 1914 Drummond y Norah Dacre Fox (más tarde conocida como Norah Elam) sitiaron las casas de Edward Carson y Lord Lansdowne, ambos prominentes diputados unionistas del Úlster que habían estado incitando directamente a la militancia en el Úlster contra el proyecto de ley de autonomía que entonces pasaba por el Parlamento. Drummond y Dacre Fox habían sido citadas a comparecer ante los magistrados por «incitar en los discursos» y animar a las mujeres a la militancia. Su respuesta a los periodistas que las entrevistaron fue que pensaban que debían refugiarse con Lord Carson y Lord Lansdowne que también habían estado haciendo discursos de incitación y animando a la militancia en Irlanda, pero que parecían estar a salvo de la interferencia de las autoridades por hacerlo. Más tarde, el mismo día, ambas mujeres comparecieron ante un magistrado, fueron sentenciadas a prisión y llevadas a Holloway, donde inmediatamente comenzaron huelgas de hambre y sed y soportaron un período de alimentación forzada.

## Retirada de la acción directa
Las condiciones de la prisión de Drummond, incluyendo varias huelgas de hambre, le pasaron factura y en 1914 pasó algún tiempo en la Isla de Arran para recuperar su salud y después de su regreso a Londres al estallar la Primera Guerra Mundial concentró sus esfuerzos en hablar en público y en la administración más que en la acción directa, evitando así nuevos arrestos. Permaneció en un puesto prominente dentro del movimiento y en 1928 fue portadora del féretro en el funeral de Emmeline Pankhurst.
Su política se alejó del socialismo laboral de su juventud, ya que viajó por todo el país persuadiendo a los trabajadores para que no hicieran huelga, y en 1926 Drummond volvió a encabezar un desfile, la Gran Marcha de la Prosperidad contra los disturbios anteriores a la Huelga General. En los años 1930, Drummond formó el Women's Guild of Empire, una liga de derecha opuesta al comunismo y al fascismo. Su antigua compañera militante Norah Elam, que se había convertido en miembro destacado de la Unión Británica de Fascistas de Mosley, escribió un mordaz ataque al Women's Guild, calificándolo de circo antifascista y describiendo a su antigua amiga como un «volcán extinto».
Flora y Joseph Drummond se divorciaron en 1922 y más tarde de ese año se casó con un primo, Alan Simpson. Alan murió durante un bombardeo estratégico en 1944; Drummond regresó a Arran, se le negó el permiso para construir una casa de campo y vivió en un cobertizo improvisado con techo de hierro corrugado, hasta que sus vecinos la acogieron cuando se puso enferma, y murió en 1949 tras un derrame cerebral a la edad de 70 años.

## Reconocimiento póstumo
Su nombre y foto (y los de otras 58 mujeres que apoyaban el sufragio) están en el zócalo de la escultura de Millicent Fawcett en Parliament Square, Londres, inaugurada en 2018. En el 2001 se colocó una lápida para la 'Sufragista General» sobre su tumba en Kintyre.